# 南部英幸
南部 英幸（なんぶ ひでゆき、1951年または1952年 - ）は日本の地方公務員、教育者。大阪府生活文化部長、大阪府水道企業管理者、大阪府会計管理者、宝塚大学副学長を歴任。瑞宝小綬章受章者。

## 人物・経歴
京都大学法学部卒業。大阪府に入庁し、総務部行政改革室副理事兼行政改革課長、健康福祉部次長、福祉政策監、総務部人事室長、生活文化部長、地方独立行政法人大阪府立病院機構理事兼本部事務局長、大阪府水道企業管理者、大阪府会計管理者。不適切会計の根絶に向けて抜き打ちの会計検査、複式簿記・発生主義を取り入れた「新会計制度」を導入した。
府庁退職後、公益財団法人大阪産業振興機構理事長、大阪府保健医療財団監事、大阪経済大学非常勤講師、宝塚大学副学長 (東京メディア芸術学部)。

## 栄典
- 2022年11月 令和4年秋の叙勲で瑞宝小綬章を受章[1]。